# Antonín Novotný

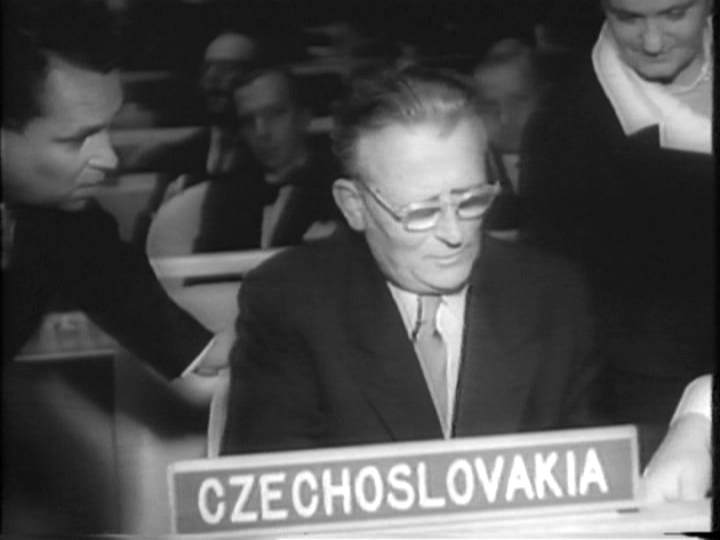
Antonín Novotný

Antonín Josef Novotný (10 de dezembro de 1904 - 28 de janeiro de 1975) foi secretário-geral do Partido Comunista da Checoslováquia entre 1953 e 1968, e também ocupou o cargo de presidente da Checoslováquia entre 1957 e 1968. Um defensor linha-dura do stalinismo, antes e depois da morte do líder soviético, Novotný foi obrigado a ceder as rédeas do poder para Alexander Dubček, durante o movimento de reforma de curta duração de 1968.

## Biografia

### Primeiros anos
Antonín Novotný nasceu em Letňany, Áustria-Hungria, hoje parte de Praga, República Tcheca. A família Novotný era operária de origem social e ele trabalhou desde muito cedo como ferreiro.
Novotný foi um membro fundador do Partido Comunista da Tchecoslováquia (CPC) em sua fundação em 1921. Ele se tornou um funcionário profissional do Partido Comunista em 1929. 
Em 1935, Novotný foi escolhido como delegado ao 7º Congresso Mundial do Comintern. Ele foi nomeado secretário regional do partido em Praga em 1937 e secretário e editor do jornal do PCC na região da Morávia do Sul em 1938.

### Anos da Segunda Guerra Mundial
Com a chegada da Segunda Guerra Mundial e a ocupação da Tchecoslováquia pela Alemanha nazista em 1939, o PCC foi banido e forçado a uma existência clandestina. Novotný serviu como um dos líderes do PCC no movimento clandestino em Praga. Novotný foi finalmente preso pela polícia secreta alemã, a Gestapo, em setembro de 1941 e foi imediatamente deportado para o campo de concentração de Mauthausen.
Novotný conseguiu sobreviver à experiência no campo de concentração e foi libertado pelas tropas americanas em 5 de maio de 1945.

### Ascensão política do pós-guerra
Após a guerra, Novotný retornou à Tchecoslováquia e retomou suas atividades no Partido Comunista Tcheco. Ele foi eleito membro do Comitê Central do KSČ em 1946. Ele foi promovido a Secretaria do Comitê Central em setembro de 1951 e se tornou um dos principais líderes do partido no Politburo do PCC após a prisão de Rudolf Slánský por suposto "titoísmo" em novembro do mesmo ano.
Novotný foi formalmente nomeado como vice-primeiro-ministro em fevereiro de 1953. Após a morte do líder do partido Klement Gottwald em março de 1953, Novotný se tornou um dos principais candidatos na luta pela sucessão, vencendo em setembro de 1953, quando foi nomeado primeiro secretário do o partido - efetivamente tornando-o o líder da Tchecoslováquia.
Enquanto o presidente Antonín Zápotocký e o primeiro-ministro Viliam Široký queriam uma forma menos repressiva de governar, o linha-dura Novotný foi capaz de flanqueá-los porque teve o apoio da União Soviética. No final de 1953, em uma reunião em Moscou, Zápotocký e Široký foram instruídos a aderir aos princípios de "liderança coletiva" - em outras palavras, abandonar o poder a Novotný.
Na Tchecoslováquia de Novotný, as pessoas continuaram a enfrentar rígidas regulamentações governamentais nas artes e na mídia, embora tenham se afrouxado dramaticamente desde a morte de Stalin em 1953 e os subsequentes programas de desestalinização de 1956. Suas práticas quase autoritárias levaram a crescentes apelos por um nova forma de socialismo sobre o ritmo insatisfatório de mudança que incluiria a prestação de contas, eleições adequadas e responsabilidade dos líderes para com a sociedade. A administração de Novotný, porém, ainda permaneceu centralizada por 10 anos. Durante esses anos a sociedade evoluiu, vista por meio de eventos como o milagre do filme da Tchecoslováquia. Após a morte de Zápotocký em 1957, Novotný foi nomeado presidente da república, consolidando ainda mais seu controle do poder. Três anos depois, ele substituiu a Constituição de 9 de maio superficialmente democrática por uma nova constituição, um documento totalmente comunista. A nova constituição declarou que "o socialismo venceu" na Tchecoslováquia e declarou o país um estado socialista sob a liderança do KSÈ, codificando assim o estado de coisas que prevaleceu desde a tomada comunista em 1948.

### Eventos de 1968
Embora Novotný tenha sido forçado a adotar algumas reformas devido à pressão popular na década de 1960, esses esforços foram tímidos, na melhor das hipóteses. A crescente insatisfação do público fez com que Novotný perdesse o controle do poder. A razão para isso foi a prisão e morte excessiva de inocentes que protestaram contra o regime comunista. Ele foi forçado a renunciar ao cargo de líder do partido em janeiro de 1968 e foi substituído por um reformador, Alexander Dubček. Em março de 1968, ele foi deposto como presidente e em maio ele renunciou ao Comitê Central do PCC.

### Anos posteriores
Em 1971, durante o período de normalização (Tchecoslováquia), foi reeleito para o Comitê Central. No entanto, sua influência política foi mínima e ele estava doente demais para ser uma força forte no governo Gustáv Husák. Ele morreu em 28 de janeiro de 1975 em Praga.